# Aldrey
Aldrey é uma liga de Al (Alumínio) com a seguinte composição: 0,4%Mg (Magnésio), 0,6%Si (Silício), 0,3%Fe (Ferro) e o restante de 98,7%Al de Alumínio.
A resistência à tração é maior que a do alumínio puro, mas diminui mais de 100 ° C. O material tem boa condutividade elétrica e é mais resistente a corrosão que alumínio puro. Portanto, é freqüentemente usado como um fio desenhado em um  Properzianlage para produzir linhas aéreas.
É utilizada em cabos elétricos de linhas de transmissão e distribuição de energia elétrica, ou em fios para substituir os fios de Cobre em instalações elétricas especiais.